# 二道镇 (仪陇县)
二道镇，是中华人民共和国四川省南充市仪陇县下辖的一个乡镇级行政单位。

## 行政区划
二道镇下辖以下地区：
丝绸路社区、普脊村、光芒村、古井村、杨庙村、万红村、魏家山村、插旗村、李子沟村、童治桥村、焦铁沟村、石缸村、杨家沟村、长梁村、草坪村、天星村、笼城村、明光村、桥梁村、麻柳村、青云村、灵官村和奎家村。